# Богуш Алла Михайлівна
Алла Михайлівна Богуш (нар. 29 жовтня 1939, Єнакієве, УРСР, СРСР) — український педагог, доктор педагогічних наук, професор, спеціаліст у галузі дошкільного виховання, академік Національної академії педагогічниї наук України.

## Біографія
Народилася 29 жовтня 1939 року в м. Єнакієве Сталінської області.
В 1957 році закінчила дошкільне відділення Артемівського педагогічного училища, а в 1961 році — педагогічний факультет  Київського державного педагогічного інституту ім. О. М. Горького.
У 1961—1963 роках працювала у Немирівському педагогічному училищі Вінницької області, а в 1963—1972 роках — у Запорізькому педагогічному інституті.
У 1970 році захистила дисертацію на тему «Явище інтерференції при паралельному засвоєнні дітьми двох мов» на здобуття наукового ступеня кандидата педагогічних наук. Згодом було присвоєно вчене звання доцента.
В 1972—1989 роках викладала у Рівненському державному педагогічному інституті, була завідувачем кафедр педагогіки й методики початкового навчання, дошкільної педагогіки.
У 1986 році, захистивши дисертацію «Формування оцінно-контрольних дій у дошкільників у процесі навчання рідної та російської мов», здобула науковий ступінь доктора педагогічних наук. В 1987 році присвоєно вчене звання професора.
З 1989 року працює у Південноукраїнському національному педагогічному університеті імені К. Д. Ушинського на посаді професора кафедри теорії та методики дошкільної освіти, у 2005—2019 роках завідувала кафедрою.
У 1992 році була обрана членом-кореспондентом Академії педагогічних наук України, а в 1995 році — дійсним членом НАПН України.

## Наукова діяльність
Її називають фундатором дошкільного напряму української лінгводидактики. Під її керівництвом підготовлено і захищено 57 кандидатських і 5 докторських дисертацій з актуальних проблем дошкільної лінгводидактики. Автор понад 600 опублікованих праць. Очолює Спеціалізовану вчену раду із захисту докторських дисертацій з педагогіки.
Є головним редактором «Наукового віснику Південноукраїнського національного педагогічного університету імені К. Д. Ушинського. Серії: Педагогіка», журналу «Виховання і культура», заступником редактора часопису «Наука і освіта», членом редакційних колегій багатьох фахових видань України.
Праці присвячені дошкільній лінгводидактиці (слов'янські мови). Розробила концептуальне положення неперервного навчання дітей другої мови за умов регіональної  двомовності. Теоретично обґрунтувала принципи, варіантні форми, розробила програми й методики навчання дітей української мови в дошкільних закладах і сім'ях національних спільнот України. Ініціатор відродження та впровадження національних українських традицій у практику дошкільного виховання у південних та східних регіонах України.

## Основні праці
За ЕСУ:
- Мовленнєва підготовка дітей до школи. — 1984;
- Заняття з розвитку мови в дитячому садку. — 1989;
- Методика навчання української мови в дошкільних закладах. — 1993;
- Українське народознавство в дошкільному закладі. — 1994 (співавтор);
- Методика навчання дітей української мови в дошкільному закладі. — 1994;
- Методика розвитку рідної мови i ознайомлення з навколишнім середовищем у дошкільному закладі. — 1995;
- Запрошуємо до розмови: посіб. — 1997;
- Витоки рідного мовлення дітей дошкільного віку. — 1998 (усі — Київ);
- Дошкільна лінгводидактика: Теорія і практика. — З., 2000[4].

## Нагороди
- Орден княгині Ольги 3 ступеня
- Медаль «Ветеран праці»
- Почесне звання «Заслужений діяч науки і техніки України»
- Медалі «Григорій Сковорода», «Леся Українка», «Володимир Мономах».
- Знаки «Відмінник освіти України», «Василь Сухомлинський», «К. Д. Ушинський», «За наукові досягнення»[3]
- Грамота Верховної Ради України.